# Food Science and Technology Abstracts
Food Science and Technology Abstracts, znanstvena baza podataka o hrani. To je bibliografska baza podataka i sažetaka (kratkih izvadaka, eng. abstract) i indeksiranja znanstvenog i tehnološkog istraživanja i informacija koji se odnose na hranu, napitke i prehranu. Sadrži više od 1,300.000 indeksiranih zapisa, s poveznicama na cjelovite tekstove gdje je dostupno.
Sadrži tjedno osvježenu bazu podataka istraživanja i razvoja u području prehrambene znanosti, tehnologije proizvodnje hrane i prehrane, od polja do tanjura i izvan nje. Proizvod je IFIS Publishinga. Obuhvaćena je građa na 29 jezika i radovi od 1969. do danas. Prati 5475 aktivnih i povijesnih žurnala, indeksira knjige, trgovačke publikacije, revije, konferencijske zbornike, izvješća, patente, standarde, sve skupa proizvodi 22 675 izvora.
Internetski je dostupna preko EBSCOhosta, Ovida, Proquesta Dialoga, STN-a i Web of Sciencea.

## Vanjske poveznice
- FSTA
- FSTA[neaktivna poveznica]